# Papi (canção)
"Papi" é uma canção da cantora, actriz e compositora norte-americana Jennifer Lopez, gravada para o seu sétimo álbum de estúdio, Love?. Foi escrita por Bilal Hajji, Achraf Janussi, Novel Janussi, Jimmy Joker, Nadir Khayat, Geraldo Sandell e produzida por RedOne. A música foi lançada como single através da página oficial da artista no Facebook, e mais tarde foi disponibilizada na iTunes Store a 18 de Abril de 2011.

## Videoclipe
O videoclipe da música foi filmado em agosto de 2011, em Los Angeles, Califórnia, com direção de Paul Hunter. Em 13 de Setembro, saiu no YouTube uma propaganda da Fiat como o teaser do clipe. Jennifer aparece dirigindo um Fiat 500, quando vários homens vão atrás dela, eles retiram-a pelo teto solar, e o comercial acaba.

## Desempenho nas tabelas musicais

### Posições
| Tabelas musicais (2011-12)                             | Melhores posições |
| ------------------------------------------------------ | ----------------- |
| Áustria (Ö3 Austria Top 75)                            | 24                |
| Bélgica (Ultratop 50 de Flandres)                      | 23                |
| Bélgica (Ultratop 50 da Valônia)                       | 28                |
| Brasil (Billboard Hot 100)                             | 72                |
| Canadá - Canadian Hot 100                              | 50                |
| Croácia (Airplay Radio Chart)                          | 7                 |
| Coreia do Sul - Gaon Chart                             | 189               |
| Eslováquia - IFPI Slovenská Republika                  | 37                |
| Espanha - PROMUSICAE                                   | 18                |
| Estados Unidos - Billboard Hot 100                     | 96                |
| Estados Unidos - Hot Dance Club Songs                  | 1                 |
| Estados Unidos Latin Pop Songs (Billboard)             | 33                |
| Estados UnidosPop Songs (Billboard)                    | 33                |
| Finlândia - Suomen virallinen lista                    | 9                 |
| França - Syndicat National de l'Édition Phonographique | 82                |
| Israel (Media Forest)                                  | 8                 |
| Itália (FIMI)                                          | 3                 |
| Países Baixos (Single Top 100)                         | 68                |
| Roménia (UPFR)                                         | 36                |
| Polónia (Dance Top 50)                                 | 15                |
| Eslováquia (Rádio Top 100)                             | 12                |
| Chéquia - Czech Airplay Chart                          | 19                |
| Suíça (Schweizer Hitparade)                            | 37                |
| Reino Unido - UK Singles Chart                         | 67                |
| Reino Unido (OCC UK R&B)                               | 18                |